# Onet (entreprise)
« ONET » redirige ici. Pour les articles homophones, voir Aunette et Honnête.
Onet (acronyme d’Office nouveau du Nettoyage) est une entreprise fondée en 1860. 
Elle débute par des activités de manutention dans le port de Marseille. Onet est aujourd’hui le leader français des services aux entreprises dans les domaines de la propreté et du multiservice, et un acteur dans les secteurs de l'ingénierie et des services nucléaires, de la sécurité humaine et électronique, de la logistique, des services aéroportuaires, de l’intérim, du recrutement et de la formation. Le groupe Onet est implanté dans 9 pays. 
Il compte 66 000 salariés et réalise un chiffre d'affaires de 1,9 milliard d’euros en 2023.

## Historique

### Avant de prendre le nom de Onet
Le groupe Onet fait remonter sa création à celle de la « Maison Format », en 1860, par Alexandre Marius Format, spécialisée dans la manutention de marchandises à Marseille. 
En 1924, cette maison est reprise par Hippolyte Reinier, arrière-petit-fils du fondateur. Elle est modernisée, développée et étendue à de nouvelles régions.
En 1950, elle lance un département spécialisé dans le nettoyage sous la dénomination d'office nouveau du nettoyage, ou Onet.

### Depuis 1968
En 1968  Onet entre dans les services d'entretien des sites de production d'énergie nucléaire.
Louis Reinier (fils d'Hippolyte Reinier) et Paul Fabre prennent la direction de Onet dès 1978.
Les sociétés du Groupe sont réparties en 5 branches définies chacune par les métiers exercés (Propreté, Manutention, Nucléaire, Surveillance et Travail Temporaire). 
En 1999, création du GEIE Euroliance par Onet (France), OCS (UK) et Gegenbauer Bosse (ALL) représente plus de 10 % du marché dans 12 pays européens. La même année, Onet acquiert 60 % du capital de Comex Nucléaire, filiale du groupe familial marseillais Comex SA.
Changement en 2004 du mode de contrôle par l’adoption d’une formule à Directoire et Conseil de Surveillance, Max Massa devient Président du Directoire.
En 2007, la Division Interim & Recrutement devient Axxis Ressources. Les autres divisions changent de noms et deviennent : Onet Propreté - Multiservices, Onet Technologies et Onet Sécurité.
Onet poursuit son développement international avec la création de Telem Maroc, filiale d'Onet Sécurité, qui propose des prestations en conception, installation et maintenance des systèmes de sécurité électronique,.
Onet Technologies rachète Bradtec Decon Technologies, expert en décontamination, et se place sur le marché du nucléaire civil indien au travers d'une joint-venture avec la société PCI Ltd située à New Delhi. Comex Nucléaire, filiale d'Onet Technologies, s'associe à Mitsubishi Heavy Industries Ltd pour créer Comia, une société spécialisée dans le domaine de l’ingénierie et des services nucléaires. Onet Propreté-Multiservices lance Sylliance, une alliance chargée de réunir des prestataires de services experts dans leur domaine,,.
En juillet 2015, Onet ouvre sa filiale Onet Logistique.
Le fonds d'investissement EMZ rentre en 2017 au capital du groupe Onet en remplacement de FFP (Société foncière financière et de participation).
Emilie de Lombarès, petite-fille de Louis Reinier, est nommée à la présidence du directoire d'Onet le 3 septembre 2018.
En avril 2024, Onet acquiert les activités d'ISS en France. Avec cette opération, 14 000 nouveaux collaborateurs rejoignent l'entreprise, portant son effectif à 80 000 collaborateurs pour un chiffre d’affaires de 2,3 milliards d’euros.

## Métiers
Onet Propreté et Services propose des prestations en propreté, services associés et gestion de déchets, en tête du classement des entreprises de propreté en France en 2016.
Onet Logistique intervient en logistique et manutention, en particulier dans la gestion de flux[source secondaire nécessaire].
Onet Airport Services est spécialisé dans l'assistance aéroportuaire. Il a pour objectif de fluidifier les flux de passagers, de bagages et de marchandises, et de réaliser l'assistance sur piste[source secondaire nécessaire].
Onet Technologies accompagne les grands donneurs d'ordre tout au long du cycle de vie de leurs installations nucléaires et industrielles et répond à leurs besoins en ingénierie, maintenance, exploitation, démantèlement et traitement des déchets. 
Onet Sécurité assure des prestations en sécurité humaine et électronique, en télésurveillance, en vidéoprotection et en ingénierie.
Onet Accueil propose des services qui vont de l'accueil en entreprise à l'accueil événementiel et l'accompagnement de personnes[source secondaire souhaitée] en situation de handicap et à mobilité réduite. 
À ces six marques s'ajoutent Axxis Ressources, pour l’intérim, le recrutement et la formation, et Prodim distributeurs des produits et du matériel de nettoyage destinés aux professionnels.

## Controverses
En 2019, le reportage « Les invisibles » de Clarisse Feletin pour Mediapart expose notamment la pénibilité et le harcèlement qu'ont subis d'anciens employés pour lesquels la filiale H.Reinier d'Onet a été condamnée aux prud'hommes en première instance.
Dans une enquête de Cash Investigation diffusée le 10 décembre 2020, une journaliste en immersion relate la réalité quotidienne de femme de ménage travaillant pour Onet en sous-traitance dans un grand hôpital : « formations à la va-vite, cadences infernales, pénurie de matériels ».
En 2023, les salariés Onet du CHU de Montpellier sont en grève pendant deux mois pour obtenir une revalorisation de leurs salaires,.